# La Belle (Missouri)
La Belle est une ville du comté de Lewis, dans le Missouri, aux États-Unis,. Située à l'ouest du comté, elle est fondée en 1871 et incorporée en 1892.

## Démographie
Lors du recensement de 2010, la ville comptait une population de 660 habitants. Elle est estimée, en 2016, à 651 habitants.

### Source de la traduction
- (en) Cet article est partiellement ou en totalité issu de l’article de Wikipédia en anglais intitulé « La Belle, Missouri » (voir la liste des auteurs).